# Sulfid železnatý
Sulfid železnatý (chemický vzorec FeS) je černá krystalická látka ze skupiny sulfidů (sirníků), která se používá k přípravě sulfanu (sirovodíku). V přírodě se vyskytuje jako přírodní minerál troilit a pyrhotin, který ale nemá přesně stechiometrický poměr prvků. Může také vzniknout při vaření vajec natvrdo jako šedý povlak na povrchu žloutku. Ve vodě je prakticky nerozpustný, ale za vyšší teploty dochází při kontaktu se vzdušným kyslíkem k oxidaci na trihydrát oxidu železitého a síru.

## Příprava
Sulfid železnatý vzniká reakcí práškového železa a síry:
Fe + S → FeS
Nebo srážením vodných roztoků železnatých solí sulfidem:
FeCl2 + H2S → FeS + 2 HCl

## Reakce
Sulfid železnatý reaguje se zředěnými kyselinami za uvolnění sulfanu:
FeS + 2 HCl → FeCl2 + H2S
FeS + H2SO4 → FeSO4 + H2S
Na vlhkém vzduchu se oxiduje za vzniku oxidu železitého a síry.

## Struktura
Má strukturu NiAs, železnaté ionty jsou oktaedricky koordinovány šesti sulfidovými anionty. Je diamagnetický, z čehož lze odvodit, že železnatý ion má nízkospinovou elektronovou konfiguraci.